# Club Vasconia
El Club Vasconia és un club de pilota basca de Barcelona, fundat l'any 1924. Impulsat per un grup de bascos residents a la ciutat, l'entitat es creà per solucionar el problema del trasllat del Real Sociedad Sport Vasco, un altre club de pilota basca de Barcelona, a un altre frontó de difícil accés. Durant moltes temporades, sobretot en la dècada dels 70, va aconseguir diversos campionats d'Espanya així com dominà els campionats d'afeccionats. Al llarg de la seva història ha tingut diverses seus: el Frontó Novetats, el Principal Palació i el Pavelló Municipal d'Esports de la Vall d'Hebron, construït per acollir competicions dels Jocs Olímpics de Barcelona. Molts dels seus jugadors han sigut campions d'Espanya, com per exemple, Joaquim i Manuel Balet, Josep Maria i Eduard Mirapeix o Josep Lluís i Carles Pedragosa. Avui dia, és l'únic club català dedicat a l'especialitat de cesta punta, tant en categoria masculina i femenina.

## Palmarès
- 1 Campionat de Catalunya de beisbol: 1942